# 예각
예각(銳角, 문화어: 뾰족각, acute angle)은 0°보다 크고 직각보다 작은 각이다.
기하학에서 예각은 둔각과 더불어 함께 수직선, 수평선, 빗선 등 직선을 이루기에 중요한 성질을 보여준다.
또한 유클리드 기하학에서 예각은 삼각형의 내각의 정의에 의해 피타고라스의 정리에서 직각삼각형의 한 곳 직각을 제외한 모든 내각에 해당하기에 중요한 성질을 보여준다.

## 같이 보기
- 내각과 외각
- 예각삼각형
- 둔각